# Tentative de coup d'État de 2021 au Soudan
Ne doit pas être confondu avec Coup d'État de 2021 au Soudan.
 (septembre 2021).
La tentative de coup d'État de 2021 au Soudan survient le 21 septembre 2021 contre le Conseil législatif de transition du Soudan.

## Contexte
La tentative de coup d'État a lieu deux ans après le coup d'État de 2019 qui a vu la destitution d'Omar el-Bechir.

## Déroulement
Fin 2021, le gouvernement apparait comme affaibli en raison des tensions avec l'armée, de la crise économique et de son impopularité. Les mesures d'austérité telles que la suppression des subventions sur les denrées de première nécessité, imposées par le Fonds monétaire international en échange de l'annulation d'une partie de la dette du Soudan, ont accentué la pauvreté, en particulier dans les zones rurales. Le 21 septembre, une tentative de coup d’État menée par des officiers et des civils liés à l'ancien régime de Béchir est repoussée.
Dans les jours qui suivent, les généraux du Conseil de souveraineté mettent en cause le gouvernement d’Abdallah Hamdok. Dès le 22 septembre, le général Mohamed Hamdan Dogolo, chef de la Force de soutien rapide (RSF) et numéro 2 du Conseil de souveraineté, affirme que c’est la « mauvaise gouvernance » qui a précipité la tentative de putsch. Le général Al-Burhan déclare en suite qu'il est nécessaire de dissoudre le gouvernement afin d'apaiser les tensions, ce que refuse le premier ministre Hamdok.